# Jadwiżanki

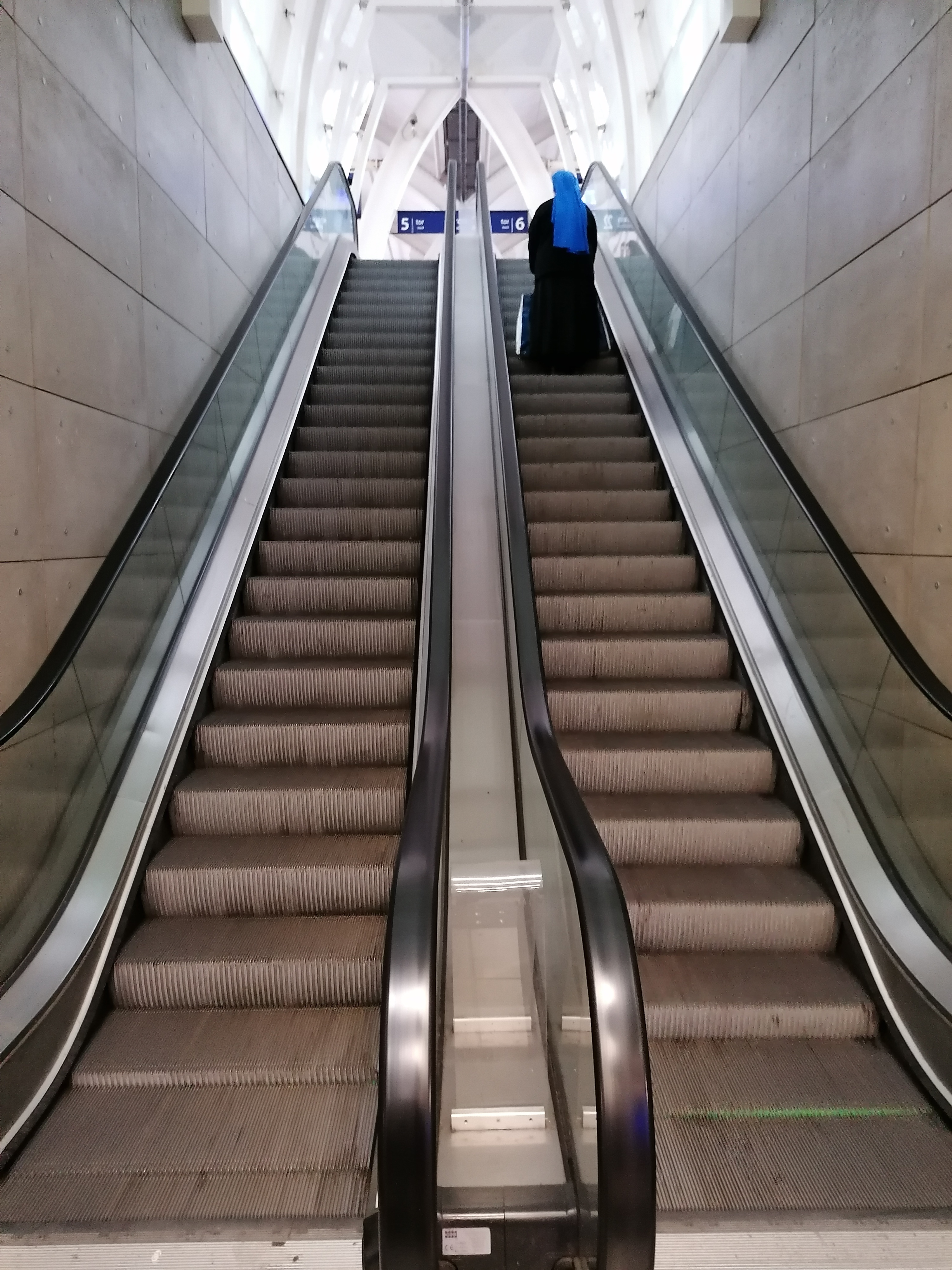
Jadwiżanka w Gliwicach

Jadwiżanki, Zgromadzenie Sióstr Świętej Jadwigi (Congregatio Sororum Sancte Hedvigs) – zgromadzenie zakonne założone przez księdza Roberta Spiske w 1859 r.

## Duchowość zgromadzenia
Zgodnie z wolą założyciela, duchowość jadwiżanek opiera się na ślubowaniu rad ewangelicznych:
- czystości
- ubóstwa
- posłuszeństwa

Dzięki czemu siostry oddają się całkowicie Bogu i służbie potrzebującym. Charyzmatem Zgromadzenia Sióstr św. Jadwigi jest chrześcijańskie wychowanie młodzieży i dzieci, jak i ofiarna służba w każdym miejscu, gdzie znajduje się Chrystus obecny w naszych bliźnich. Jadwiżanki są szczególnie uwrażliwione na działanie Ducha Świętego.

## Działalność
Na co dzień siostry pracują z dziećmi i młodzieżą, szczególnie tą zaniedbaną i opuszczoną, a także opieką nad dziećmi zahamowanymi w rozwoju, zajmują się też katechizacją oraz opieką nad chorymi w szpitalach i domach opieki. Prowadzą wypiek hostii i komunikantów. Pomagają w duszpasterstwie jako katechetki, zakrystianki i organistki. Pielęgnują chorych, m.in. w Centrum Zdrowia Dziecka w Warszawie. Jadwiżanki codziennie modlą się w intencji podopiecznych. Siostry niezatrudnione bezpośrednio w pracy wychowawczej czy pielęgniarskiej, a także niezdolne do posługi i chore, ofiarują w ich intencji swoje trudy, dolegliwości i cierpienia. W ten sposób realizują charyzmat zgromadzenia.

## Patroni zgromadzenia
Główną patronką zgromadzenia jest św. Jadwiga Śląska. Oprócz tej świętej siostry cenią sobie także Maryję Niepokalanie Poczętą, św. Franciszka Salezego, św. Józefa i św. Augustyna.

## Strój
Habit sióstr jest koloru czarnego, jednakże ich welon jest niebieski, co jest charakterystyczną cechą dla tego tylko zgromadzenia – jest to także znak Maryi Niepokalanie Poczętej, którą szczególnie czcił ks. Spiske. Oprócz tego siostry noszą też medaliki, na których widnieje wizerunek Niepokalanej, a na odwrocie św. Jadwigi. Latem habit biały. Do pracy szary lub niebieski.